# Tripalmaria
Tripalmaria is een geslacht van trilhaardiertjes uit de order Entodiniomorphida. Het geslacht omvat alleen de soort T. dogieli.